# Калейдофон

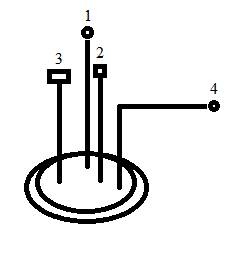
Калейдофон

Калейдофо́н (англ. kaleidophone, от греч. καλός — прекрасный и φωνή — звук) — физическое механическое устройство, посредством которого звуковые колебания делаются доступны глазу.

## История изобретения
В 1827 году Чарльз Уитстон изобрёл калейдофон, который, по словам самого изобретателя, представлял собой забавную «философскую игрушку». Уитстон был вдохновлён калейдоскопом, который был создан сэром Дэвидом Брюстером в 1817 году.

## Принцип работы

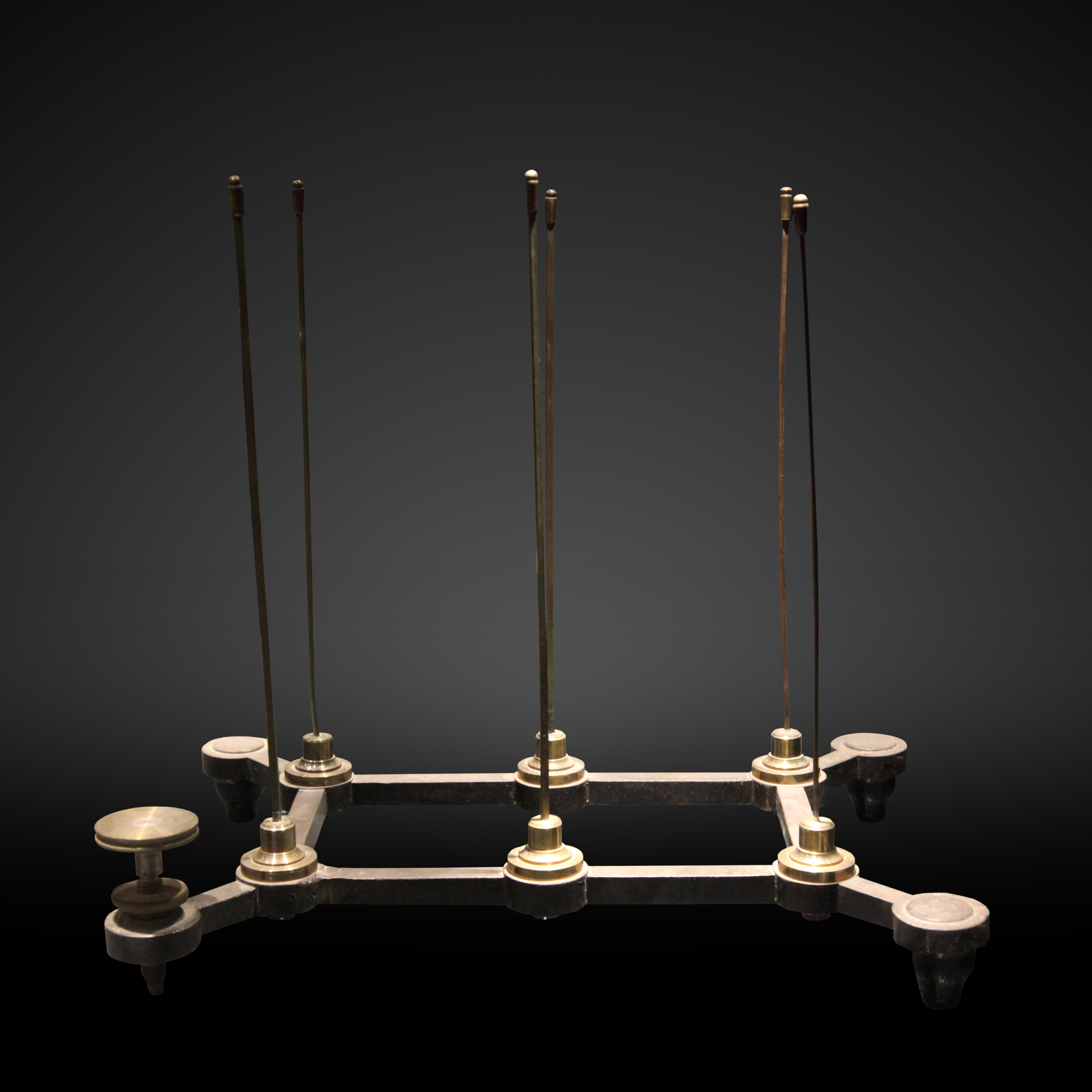
Калейдофон во Дворце открытий в Париже

На неподвижной платформе было установлено несколько шестов. На вершинах шестов располагались отражающие поверхности. Шест № 1 был примерно 30 см высотой, толщиной 2-3 мм в диаметре, и при своих колебаниях производил фигуры Лиссажу, которые можно было наблюдать при отражении света от вершины шеста. На шесте № 2 была навесная платформа, которая могла удерживать объект, установленный на ней. При ударе по шесту № 4 его стороны начинали колебаться в разных направлениях, а его вершина описывала трёхмерную фигуру. Чарльз Уитстон сконструировал этот прибор для наглядной демонстрации колебаний струн. Таким образом, он подошёл к идее о взаимосвязи механических колебаний и звуковых.